# 遵谭镇
遵谭镇是中国海南省海口市龙华区下辖的一个镇。

## 行政区划
下辖以下地区：
新谭村、群力村、咸谅村、龙合村、咸东村、东谭村和遵谭村。

## 中国传统村落
2012年，东谭村被评为首批“中国传统村落”。